# Bert de Vries (Archäologe)
Bert de Vries (* 3. April 1939 in Zierikzee, Zeeland; † 28. März 2021) war ein US-amerikanischer Archäologe, dessen Forschungen dem antiken Jordanien galten.

## Leben und Werk
Bert de Vries wurde in den Niederlanden geboren und wanderte 1952 mit seiner Familie nach Kanada aus. Er studierte am Calvin College in Grand Rapids (Michigan), zunächst Ingenieurwissenschaften bis zum B.Sc. 1960, anschließend Theologie mit dem Abschluss B.Div. 1967 wurde er an der Brandeis University in Mediterranean Studies promoviert. Von 1967 bis zu seinem Ruhestand im Mai 2013 lehrte er als Professor Geschichte und Archäologie am Calvin College. Von 1988 bis 1991 war er daneben Direktor des American Center of Oriental Research mit Sitz in Amman.
Als Archäologe und Architekt arbeitete er viele Jahre in Jordanien. Von 1968 bis 1976 war er als Architekt bei den Arbeiten am Tell Hesban beteiligt, von 1981 bis 1989 am Limes-Arabicus-Projekt unter Leitung von S. Thomas Parker. Sein Schwerpunkt waren jedoch die Forschungen in der byzantinisch-frühislamischen Siedlung von Umm el-Jimal, wo er von 1972 bis 2019 arbeitete.

## Schriften (Auswahl)
- The style of Hittite epic and mythology. Dissertation Brandeis University 1967.
- Umm el-Jimal. Gem of the Black Desert. A brief guide to the antiquities. Al Kutba, Amman 1990.
- Umm el-Jimal. A Frontier Town and Its Landscape in Northern Jordan. Band 1 (= Journal of the Roman Archaeology Supplementary Series 26). Portsmouth, Rhode Island 1998, ISBN 1-887829-26-1.
- Beiträge in: S. Thomas Parker (Hrsg.): The Roman Frontier in Central Jordan. Final Report on the Limes Arabicus Project, 1980–1989 (= Dumbarton Oaks Studies 40). Washington, D.C., 2006, ISBN 978-0-88402-298-5, S. 187–227; 241–246; 271–274.
- mit Kamal Abdulfattah (Hrsg.): Wadi el-Far’a Project Report: An Environmental Assessment of the Wadi el-Far’a Watershed (= The Lower Jordan River Programme Publications 8). University of Bergen, Bergen 2006, ISBN 82-7453-033-0.